# Billy Bridge
Pour les articles homonymes, voir bridge (homonymie).
 (octobre 2012).
Si vous disposez d'ouvrages ou d'articles de référence ou si vous connaissez des sites web de qualité traitant du thème abordé ici, merci de compléter l'article en donnant les références utiles à sa vérifiabilité et en les liant à la section « Notes et références ».
Billy Bridge, de son vrai nom Jean-Marc Brige, né le 17 décembre 1945 à Cherbourg (Manche) et mort le 21 novembre 1994 à Paris, est un chanteur français.
Il poursuit une courte carrière internationale dans les années 1970 sous le pseudonyme de Black Swan.

## Carrière
Au tout début des années 1960, Billy Bridge est remarqué par Kurt Mohr, qui travaille pour Odeon. Il publie, sous ce label, son premier disque Surboum (plus qu'inspiré du Reelin' And Rockin' de Chuck Berry) en 1962, où il bénéficie de l'apport du guitariste américain Mickey Baker. La même année, il popularise en France la danse américaine  le madison. Il connait plusieurs succès avec Le grand M, Madison flirt… Il est surnommé alors « Le Petit Prince du Madison ». Il se produit en septembre 1962 à l'Olympia de Paris, avec son groupe Les Mustangs, en première partie du groupe anglais The Shadows. Il apparaît dans un film anglais Just for fun (1963), de Gordon Flemyng.
Billy Bridge connaît une éclipse et disparaît, sous son nom, des hit-parades dès 1964. Il se consacre alors à l'écriture de chansons pour les autres (Karen Cheryl, Stone, J-N Dupré, Cliff Richard, Dick Rivers) et connaît à nouveau le succès, notamment avec Philippe Lavil.
Il figure sur la « photo du siècle » regroupant 46 vedettes françaises du yéyé en avril 1966.
En 1969, sous le pseudonyme de Michel Sorel, il sort sans succès quelques chansons,,.
Billy Bridge relance sa carrière en Angleterre. En 1971, sous le pseudonyme de Black Swan, il vend un million d'exemplaires de sa chanson Echoes and rainbows. Il termine sa vie en donnant, en France, des concerts qui cultivent la nostalgie de ses débuts.
Il meurt d'une crise cardiaque à Paris, en pleine rue, le 21 novembre 1994. Il est inhumé au cimetière de Bagneux. La date de naissance à l'état civil est bien 1945, et non pas 1944 comme indiqué par erreur sur sa pierre tombale.

## Discographie

### 45 tours vinyls
1962
- Surboum / Triple twist / Viens twister avec moi / Mon cœur est dans votre main
- Le grand M (1) / Le grand M (2) / Ca c'est l'madison / En twistant le madison
- Madison flirt / Ce qui me vient de vous / Quand je suis loin de toi / Petite Catherine
- Lydia (1re version) / Ne dis plus rien (single)

1963
- Notre amour renaîtra / Ne compte plus sur moi / N'oublie jamais / Cours mon cœur
- Les Teen-agers / Lydia (2e version) / On est heureux à seize ans / Gna gna gna

1964
- Une lettre pour vous / Ne la fais pas souffrir / Fâchée / Donne-moi cette nuit
- Bye bye Johnny / Demain tu pars en vacances / Quand tu danses contre moi / Si ton cœur a pitié

1971
- Echoes and Rainbows - Go where the rain goes

1972
- Da ge de li da - We can do it too

1973
- Mama Goes - Imagination

1974
- Naître, mourir et renaître

### 33 tours vinyls
1962 : "Billy Bridge" (album 25 cm)
- Lydia / Ne dis plus rien / Surboum / Madison flirt / Le grand M / Ce qui me vient de vous / Quand je suis loin de toi / Viens twister avec moi / En twistant le madison / À tout casser

### CD
- 2000 :Billy Bridge & Les Mustangs : l'intégrale sixtie (double)

Disque 1 : Surboum / Triple twist / Viens twister avec moi / Mon cœur est dans votre main / Le grand M (1 & 2) / Ça c'est le madison / En twistant le madison / Madison flirt / Ce qui me vient de vous / Quand je suis loin de toi / Petite Catherine / Lydia (I) / Ne dis plus rien / À tout casser / Notre amour renaîtra / Ne compte plus sur moi / N'oublie jamais / Cours mon cœur / Les teenagers / Lydia (II) /
Disque 2 : On est heureux à 16 ans / Gna Gna gna / Une lettre pour vous / Ne la fais pas souffrir / Fâchée / Donne-moi cette nuit / Bue bye Johnny / Demain tu pars en vacances / Quand tu danses contre moi / Si ton cœur a pitié / Bonus Les Mustangs : La main du diable / Rinky dink / Sur la plage / 1-2-3-4 / Drums / Hully gully limonad / Thème du lac des cygnes / Le Neghev /
- réédition réalisée par "Magic Records"